# Hôtel de Lacépède
L'hôtel de Lacépède est un hôtel particulier situé à Aix-en-Provence. 

## Histoire
L'hôtel a été construit et habité dans la première moitié du XVIIe siècle, autour de 1610, par Jean de Lacépède (1550-1622), seigneur des Aygalades, premier président à la cour des comptes en 1622. Ami de François de Malherbe, il a écrit Les théorèmes sur le sacré mystère de notre rédemption. Sa fille, Angélique de Lacépède, s'est mariée en 1604 avec Henri de Simiane (1582-1614), seigneur de La Coste, conseiller en la Chambre des Comptes, Aides et Finances de Provence.  Ils ont eu deux enfants, Jean de Simiane (1606-1650), seigneur de La Coste, marié en 1632 avec Charlotte de Cambe d'Orves qui ont eu Jean de Simiane (1637-1687), marquis de Simiane, président au parlement, et Gaspard de Simiane (1607-1649), chevalier de La Coste, chevalier de Malte, qui est mort de la peste en 1649, au service des forçats retenus sur les galères du roi à Marseille. Angélique de Lacépède a fait reconstruire l'hôtel dans son apparence actuelle en 1641. L'hôtel a une porte sur chaque rue. Sur la rue Chastel, la porte à pointes de diamant et trophées est surmontée des armes et de la devise "IN.TE.DOMINE SPERAVI" (signifiant en latin Je mets ma confiance en toi, Seigneur).

## Protection
Le monument fait l'objet d'une inscription partielle au titre des monuments historiques depuis 1929.